# サラ・アビトボル
サラ・アビトボル（Sarah Abitbol, 1975年6月8日 - ）は、フランス出身の女性フィギュアスケート選手。1998年長野オリンピックペアフランス代表。2000年世界選手権3位。パートナーはステファン・ベルナディス。

## 経歴
ナントに生まれ、6歳のころにスケートをはじめた。1992年よりステファン・ベルナディスとペアを結成し、1992-1993年シーズンの世界ジュニア選手権にはペアと女子シングルで出場し、ペアでは11位、女子シングルでは21位となる。同シーズンにはシニアクラスの欧州選手権および世界選手権へも出場を果たした。翌1993-1994年シーズンからはフランス選手権で優勝したものの、国際大会では表彰台に上ることもなかった。
1995-1996年シーズンよりISUグランプリシリーズへの参戦を果たした。ISUグランプリシリーズでは表彰台に上ることはなかったが、スケートイスラエルで優勝、1996年欧州選手権で3位となり頭角を現す。1998年長野オリンピックでは6位入賞を果たした。
長野オリンピック後の1998-1999年シーズン、ラリック杯でISUグランプリシリーズ初優勝を飾り、翌1999-2000年シーズンにはラリック杯で優勝、スケートアメリカとNHK杯で2位となり、2度目の進出となったグランプリファイナルで2位となる。地元フランスのニースで行われた2000年世界選手権では、ショートプログラムで4位となったもののフリースケーティングで逆転し、総合3位となりフランス選手としては1932年のアンドレ・ブリュネ&ピエール・ブリュネ以来68年ぶりのメダルを獲得した。しかし、翌2001年世界選手権は途中棄権し、ソルトレイクシティオリンピック出場枠を得ることが出来なかった。
2001-2002年シーズン、オリンピック予選会に指定されたゴールデンスピンで優勝し、ソルトレイクシティオリンピック出場枠を獲得。2002年欧州選手権では自己最高位の2位となる。メダルが期待されたソルトレイクシティオリンピックであったが、オリンピック直前にアビトボルがアキレス腱を断裂し、欠場。2002-2003年シーズンをもって引退。
2020年1月に自伝『Un si long silence（こんなにも長い沈黙）』を出版し、十代だった1990年から1992年までコーチのジル・ベイヤーから性的虐待を受けていたことを告発した。

## 主な戦績
| 大会/年            | 92-93 | 93-94 | 94-95 | 95-96 | 96-97 | 97-98 | 98-99 | 99-00 | 00-01 | 01-02 | 02-03 |
| ------------------ | ----- | ----- | ----- | ----- | ----- | ----- | ----- | ----- | ----- | ----- | ----- |
| オリンピック       |       |       |       |       |       | 6     |       |       |       |       |       |
| 世界選手権         | 19    |       | 9     | 11    | 7     | 8     | 5     | 3     | 棄権  |       | 12    |
| 欧州選手権         | 14    | 15    | 7     | 3     | 4     | 3     | 3     | 3     | 3     | 2     | 2     |
| フランス選手権     | 2     | 1     | 1     | 1     | 1     | 1     | 1     | 1     | 1     | 1     | 1     |
| GPファイナル       |       |       |       |       |       |       | 4     | 2     | 5     | 6     |       |
| GPスケートアメリカ |       |       |       |       |       |       | 6     | 2     |       |       |       |
| GPスケートカナダ   |       |       |       |       | 5     | 3     |       |       |       |       |       |
| GPラリック杯       |       |       |       | 7     | 4     | 5     | 1     | 1     | 4     | 3     | 2     |
| GPロシア杯         |       |       |       |       |       |       |       |       |       | 3     |       |
| GPスパルカッセン杯 |       |       |       | 9     |       |       |       |       | 1     |       |       |
| GPNHK杯            |       |       |       |       |       |       |       | 2     | 2     |       |       |
| ゴールデンスピン   |       |       |       |       |       |       |       |       |       | 1     |       |
| スケートイスラエル |       |       |       | 1     |       |       |       |       |       |       |       |
| 世界Jr.選手権      | 11    |       |       |       |       |       |       |       |       |       |       |

### 詳細
| 2002-2003 シーズン    |                                                      |    |    |      |
| 開催日                | 大会名                                               | SP | FS | 結果 |
| 2003年3月24日 - 30日  | 2003年世界フィギュアスケート選手権（ワシントンD.C.） | 9  | 13 | 12   |
| 2003年1月20日 - 26日  | 2003年ヨーロッパフィギュアスケート選手権（マルメ）   | 3  | 2  | 2    |
| 2002年11月14日 - 17日 | ISUグランプリシリーズ ラリック杯（パリ）             | 2  | 2  | 2    |